# Oberliga Niedersachsen
De Oberliga Niedersachsen is een van de hoogste amateurdivisies in het Duitse voetbal. De liga werd in 2010 gestart nadat een fusie tussen de Oberliga Niedersachsen Ost en West. Oberliga Nord na de invoering van de 3. Liga werd opgeheven. In deze klasse spelen verenigingen uit het oostelijk deel van de deelstaat Nedersaksen. De winnaar speelt een promotiewedstrijd tegen de winnaar van de Oberliga Niedersachsen West voor een plaats in de Regionalliga Nord.
De Oberliga Niedersachsen is een van de 14 liga's die het vijfde niveau in het Duitse voetbal vormen.

## geschiedenis
Sinds de oprichting van de NFV (Niedersächsischer Fussball Verband) in 1947 kende de hoogste klasse in het voetbal in Nedersaksen een bewogen geschiedenis met talrijke herstructureringen. Een bijzonder kenmerk is dat de competitie een frequente verandering onderging tussen het spelen in één of twee klassen.

### Oberligen (1946 tot 1947)
In het voorjaar van 1946 vormden tien clubs uit de grotere regio Hannover / Braunschweig / Göttingen de Oberliga Niedersachsen-Süd (Britse Zone-kampioenschap) en speelden ze een halve competitie. In de andere delen van het land werd geen vergelijkbare competitie gevormd. In het seizoen 1946/47 werd naast de Oberliga Niedersachsen-Süd ook de  Oberliga Niedersachsen-Nord  opgericht, die ook de Bremen afdekte. Voor het seizoen 1947/48 zorgden de twee topcompetities elk voor drie oprichters van de nieuwe Oberliga Nord en werden vervangen door een Landesliga.

### Landesliga (1947 tot 1949)
In de seizoenen 1947/48 en 1948/49 vormden de Landesliga, die in vijf klassen (Braunschweig, Hildesheim , Hannover, Weser-Ems en Bremen) was gestructureerd, de hoogste amateurklasse onder de Oberliga Nord.
In 1949 ontstond er voor de Bremer clubs een separate voetbalbond die sindsdien een eigen competitie organiseert.

### Amateuroberliga (1949 tot 1964)
De vijfklassige Landesliga werd in 1949 in Nedersaksen vervangen door de tweeklassige Amateuroberliga, die in de afdelingen West en Oost speelden. In 1963 werd de Bundesliga ingevoerd waardoor de Amateuroberliga het derde niveau werd. De twee afdelingskampioenen en vanaf 1953 een derde team plaatsten zich voor de promotieronde naar de Oberliga Nord. In de regel werd de derde deelnemer bepaald door een beslissingswedstrijd tussen de twee runners-up. Amateurteams van clubs waarvan het eerste team al in de Oberliga Nord speelde, mochten niet deelnemen aan de promotieronde.

### Landesliga (1964 tot 1979)
In 1964 werd de tweeklassige Oberliga vervangen door een eenklassige Landesliga. Nadat verschillende pogingen om een eenklassige hoogste Liga in Nedersaksen te introduceren waren mislukt, kwam de doorbraak na de invoering van de Bundesliga in 1963. Tot 1973 namen de drie bovenste teams deel aan de promotieronde naar Regionalliga. Amateurteams hadden geen toegang tot deze nacompetitie. In dat geval plaatste de eerstvolgende profclub zich voor deze promotieronde.
Aanvankelijk speelden in de Landesliga 18 teams, waarvan er in de eerste twee jaar vier teams degradeerden. In 1966 werd de Landesliga teruggebracht tot 16 teams en degradeerden nog maar twee teams. Tot aan de instelling van de 2. Bundesliga in 1974 promoveerden de kampioen en de nummer twee van de Landesliga automatisch naar de nieuw ingestelde Oberliga Nord, terwijl de nummer 3 een promotie-/degradatieronde moest spelen. Vanaf 1975 kwalificeerden de eerste drie Landesliga zich voor de promotieronde naar de Oberliga Nord. Vanaf nu mochten ook amateurteams deelnemen aan de promotieronde.

### Verbandsliga (1979 tot 1994)
De gemeentelijke herindelingen in Nedersaksen in de jaren zeventig had ook gevolgen voor de voetbalbond. In 1979 werd de Landesliga naar  Verbandsliga  hernoemd. De vierklassige Verbandsliga, die tot dan toe de onderbouw van de Landesliga vormden, werd vervangen door een tweeklassige  Landesliga. Deze structuur bleef behouden tot 1994. De kwalificatie voor de promotieserie bleef ongewijzigd. De twee laatste geëindigde teams degradeerden naar de Landesliga.

### Niedersachsenliga (1994 tot 2008)
In 1994 werd de Regionalliga als het derde niveau in Duitsland heringevoerd. De oberliga's Sleeswijk-Holstein/Hamburg en Nedersaksen/Bremen dienden als onderbouw. De Niedersachsenliga werd in twee afdelingen gespeeld, waarvan de kampioenen naar de Oberliga Niedersachsen/Bremen promoveerden. De afdeling West bestond uit teams vanuit de regio's Hannover en Weser-Ems. De afdeling Oost bestond uit teams vanuit de regio's Braunschweig en Lüneburg. Het aantal degradanten naar de nu vier klassen tellende Landesliga varieerde van jaar tot jaar.
De inkrimping, in 2000, van de Regionalliga's (van 4 naar 2 afdelingen) had alleen indirecte uitwerking op de Niedersachsenliga aangezien er 6 teams uit de Oberliga Nord degradeerden. In 2004 werd de Oberliga van twee naar één klasse geherstructureerd, dat zorgde nog eens voor acht degradanten naar de Niedersachsenliga.

### Oberliga (sinds 2008)
Toen in 2008 de 3. Liga werd ingevoerd, werd de tweeklassige Regionalliga (voorheen het derde niveau) nu een drieklassige Regionalliga op het vierde niveau. Op dat moment werd de Oberliga Nord afgeschaft in het gebied van de Noord-Duitse voetbalbond. De kampioenen van de Niedersachsenliga West en Ost (VfL Oldenburg en MTV Gifhorn) namen, zonder succes, ook deel aan de promotieserie voor één plek in de nieuwe Regionalliga.
Zo bleef de hoogste klasse van Nedersaksen het vijfde voetbalniveau, maar droeg nu de naam  Oberliga Niedersachsen . Onder deze naam waren er tot 2010 twee klassen. Aan het einde van het seizoen 2008/09 werd een promotie play-off gespeeld tussen de kampioenen van West en Ost. De winnaar Goslarer SC 08 promoveerde naar de Regionalliga. De degradanten werden in de desbetreffende Bezirksoberliga's geplaatst.
Vanaf het seizoen 2010/11 werden de twee Oberliga's tot één Oberliga met 20 teams gevormd. Het volgende seizoen (2011/12) werd het aantal teams tot 18 teruggebracht. Vanaf het seizoen 2012/13 spelen er uiteindelijk nog 16 teams in de Oberliga Niedersachsen.
Sinds de Oberliga eenklassig is, promoveert de kampioen rechtstreeks naar de Regionalliga Nord. Vanaf 2013 speelt de nummer twee met de kampioenen van de Oberliga Hamburg, Sleeswijk-Holstein en Bremen in een promotieronde voor nog twee plaatsen in de Regionalliga Nord. Aan het einde van het seizoen degraderen vier teams uit de Oberliga.

## Lijst van kampioenen

### Eenklassige Landesliga Niedersachsen (1964–1979)
Dikgedrukte clubnamen zijn teams, die naar die Regionalliga (tot 1974) respectievelijk Oberliga Nord (sinds 1974) zijn gepromoveerd.
| Jaar | Kampioen                   | Tweede              | Derde                      |
| ---- | -------------------------- | ------------------- | -------------------------- |
| 1965 | Hannover 96 Am.            | TuS Celle           | Eintracht Braunschweig Am. |
| 1966 | Hannover 96 Am.            | 1. FC Wolfsburg     | Eintracht Braunschweig Am. |
| 1967 | Hannover 96 Am.            | Leu Braunschweig    | TuS Haste 01               |
| 1968 | SV Meppen                  | VfV Hildesheim      | Arminia Hannover Am.       |
| 1969 | Leu Braunschweig           | Hannover 96 Am.     | Eintracht Braunschweig Am. |
| 1970 | Eintracht Braunschweig Am. | SV Union Salzgitter | OSV Hannover               |
| 1971 | OSV Hannover               | SV Union Salzgitter | Eintracht Braunschweig Am. |
| 1972 | VfB Oldenburg              | SV Meppen           | Preußen Hameln             |
| 1973 | SV Union Salzgitter        | Preußen Hameln      | VfB Peine                  |
| 1974 | Preußen Hameln             | SpVgg Bad Pyrmont   | SV Union Salzgitter        |
| 1975 | VfB Peine                  | Eintracht Nordhorn  | Eintracht Braunschweig Am. |
| 1976 | SV Atlas Delmenhorst       | Hannover 96 Am.     | TuS Lingen                 |
| 1977 | VfB Peine                  | TSV Helmstedt       | Hannover 96 Am.            |
| 1978 | VfB Peine                  | VfL Germania Leer   | SV/MTV Winsen/Luhe         |
| 1979 | SV Meppen                  | Lüneburger SK       | MTV Gifhorn                |

### Eenklassige Verbandsliga Niedersachsen (1979–1994)
Dik gedrukte clubnamen zijn teams, die naar de Oberliga Nord zijn gepromoveerd.
| Jaar | Kampioen               | Tweede                     | Derde                      |
| ---- | ---------------------- | -------------------------- | -------------------------- |
| 1980 | Lüneburger SK          | TuS Lingen                 | TuS Celle                  |
| 1981 | TuS Celle              | Wolfenbütteler SV          | TSV Havelse                |
| 1982 | TuS Hessisch Oldendorf | Olympia Wilhelmshaven      | Hannover 96 Am.            |
| 1983 | Blau-Weiß Lohne        | Wolfenbütteler SV          | Eintracht Braunschweig Am. |
| 1984 | SV Atlas Delmenhorst   | Eintracht Nordhorn         | Wolfenbütteler SV          |
| 1985 | VfL Herzlake           | Eintracht Braunschweig Am. | Wolfenbütteler SV          |
| 1986 | SV Atlas Delmenhorst   | SVG Göttingen 07           | VfR Osterode 08            |
| 1987 | VfL Herzlake           | ASC Nienburg               | VfR Osterode 08            |
| 1988 | VfL Herzlake           | Blau-Weiß Lohne            | TuS Hessisch Oldendorf     |
| 1989 | Kickers Emden          | VfR Osterode 08            | TuS Esens                  |
| 1990 | TuS Celle              | VfR Osterode 08            | Eintracht Nordhorn         |
| 1991 | Kickers Emden          | TuS Lingen                 | Blau-Weiß Lohne            |
| 1992 | TuS Lingen             | SV Atlas Delmenhorst       | Lüneburger SK              |
| 1993 | BV Cloppenburg         | Preußen Hameln             | SV Wilhelmshaven           |
| 1994 | SV Wilhelmshaven       | SV Atlas Delmenhorst       | Lüneburger SK              |

### Tweeklassige Niedersachsenliga (1994–2008)
De kampioenen promoveren direct naar de Oberliga Niedersachsen/Bremen
| Jaar | West                      | Ost                       |
| ---- | ------------------------- | ------------------------- |
| 1995 | Eintracht Nordhorn        | SV Südharz Walkenried     |
| 1996 | SV Concordia Ihrhove      | Wolfenbütteler SV         |
| 1997 | FC Schüttorf 09           | SVG Einbeck               |
| 1998 | Blau-Weiß Lohne           | MTV Gifhorn               |
| 1999 | FC Schüttorf 09           | VfL Wolfsburg Am.         |
| 2000 | Hannover 96 Am.           | Eintracht Braunschweig II |
| 2001 | SC Langenhagen            | SVG Einbeck               |
| 2002 | VfV Hildesheim            | Eintracht Braunschweig II |
| 2003 | Hannover 96 Am.           | SSV Vorsfelde             |
| 2004 | VfL Osnabrück Am.         | TSV Neuenkirchen          |
| 2005 | VfL Osnabrück II          | Eintracht Braunschweig II |
| 2006 | SV Ramlingen-Ehlershausen | VSK Osterholz-Scharmbeck  |
| 2007 | VfB Oldenburg             | TuS Heeslingen            |
| 2008 | VfL Oldenburg             | MTV Gifhorn               |

### Tweeklassige Oberliga (2008–2010)
Dik gedrukte  clubnamen zijn teams, die naar de Regionalliga Nord zijn gepromoveerd.
| Jaar | West          | Ost                       |
| ---- | ------------- | ------------------------- |
| 2009 | VfB Oldenburg | Goslarer SC 08            |
| 2010 | TSV Havelse   | Eintracht Braunschweig II |

### Eenklassige Oberliga (vanaf 2010)
| Jaar | Kampioen                                     | Tweede                                       |
| ---- | -------------------------------------------- | -------------------------------------------- |
| 2011 | SV Meppen                                    | BV Cloppenburg                               |
| 2012 | Goslarer SC 08                               | BV Cloppenburg                               |
| 2013 | Eintracht Braunschweig II                    | Lupo Martini Wolfsburg                       |
| 2014 | Lüneburger SK Hansa                          | FT Braunschweig                              |
| 2015 | SV Drochtersen/Assel                         | VfV 06 Hildesheim                            |
| 2016 | Lupo Martini Wolfsburg                       | 1. FC Germania Egestorf/Langreder            |
| 2017 | SSV Jeddeloh                                 | Eintracht Northeim                           |
| 2018 | Lupo Martini Wolfsburg                       | VfL Oldenburg                                |
| 2019 | Hannoverscher SC                             | Eintracht Northeim                           |
| 2020 | VfV Borussia 06 Hildesheim                   | Atlas Delmenhorst                            |
| 2021 | Seizoen afgebroken vanwege de Coronapandemie | Seizoen afgebroken vanwege de Coronapandemie |
| 2022 | TuS Blau-Weiß Lohne                          | BSV Kickers Emden                            |
| 2023 | SC Spelle-Venhaus                            | Lupo Martini Wolfsburg                       |
| 2024 | BSV Kickers Emden                            | TuS Bersenbrück                              |
| 2025 | Hannoverscher SC                             | FSV Schöningen                               |